# 贤昌镇
贤昌镇，是中华人民共和国贵州省黔东南苗族侗族自治州麻江县下辖的一个乡镇级行政单位。
2013年5月24日，贵州省人民政府批复同意撤销贤昌布依族乡，设置贤昌镇，镇人民政府驻高枧村。

## 行政区划
贤昌镇下辖以下地区：
贤昌村、甲尔村、高枧行政中心村、营山村、新场行政中心村和盐山村。